# A2 (film)
A2 är en japansk dokumentärfilm från 2001 regisserad av Tatsuya Mori och är en uppföljare till Moris tidigare film A. Precis som i föregångaren följer även denna film domedagssekten Aum Shinrikyo och dess medlemmar. 

## Synopsis
Dokumentärfilmen utspelar sig 5 år efter saringasattacken i Tokyos tunnelbana och fokuserar främst på Aum-medlemmar i mindre orter och deras interaktioner med lokalinvånare.
Dokumentären visar även Aum Shinrikyos talesperson Fumihiro Jōyūs återvändande till sekten efter att ha avtjänat ett 3 år långt fängelsestraff för mened och förfalskning av dokument.

## Utmärkelser
Filmen vann ett pris vid Yamagatas internationella dokumentärfilmsfestival.